# 호쿠노역
호쿠노역(일본어: 北濃駅、ほくのうえき)
(영어: Hokunō Station)은 일본 기후현 구조시에 위치한 나가라가와 철도 에쓰미난 선의 철도역이다. 이 노선의 종점이며, 단선 승강장 1면 1선의 구조를 갖춘 지상역이다. 단, 하차는 1선만 이용하고 있다.

## 이용 현황
| 승차 인원 추이 | 승차 인원 추이     |
| 연도           | 1일 평균 승차 인원 |
| -------------- | ------------------ |
| 2011           | 24                 |
| 2012           | 19                 |
| 2013           | 12                 |
| 2014           | 21                 |
| 2015           | 12                 |

## 역 주변
- 국도 제156호선
- 나가라강

## 역사
- 1934년 8월 16일 : 일본국유철도 에쓰미난 선 미노시로토리 역 - 당 역간 개통과 동시에 개업. 여객 및 화물 취급 개시.
- 1957년 5월 : 미보로 댐 건설 개시. 자재 수송 시작.
- 1958년 : 화물 전용 승강장 설치.
- 1961년 : 오시라카와 댐 및 미보로 제 2 발전소 건설 개시. 자재 수송 시작.
- 1974년 10월 1일 : 화물 취급 폐지.
- 1986년 12월 11일 : 일본국유철도 에쓰미난 선이 나가라가와 철도로의 전환으로 인해 이 회사의 역이 됨.

## 인접 역
| 나가라가와 철도 에쓰미난 선     | 나가라가와 철도 에쓰미난 선 | 나가라가와 철도 에쓰미난 선 |
| ------------------------------- | --------------------------- | --------------------------- |
| 36 하쿠산나가타키 미노오타 방면 | ■ 에쓰미난 선               | 시·종착역                   |